# María Lucía Fernández
María Lucía Fernández (Bogotá, 14 de outubro de 1968) é uma jornalista e apresentadora colombiana.
Conhecida por Malú, na sua adolescência trabalhou como modelo para financiar seus estudos em Comunicação Social na Pontificia Universidade Javeriana de Bogotá. Como apresentadora, esteve em programas de televisão como Panorama, QAP Noticias e 7:30 Caracol. Desde 1998, é apresentadora do Caracol Noticias e até 2004, trabalhou como locutora na Caracol Radio. É aficciona por ler e escrever. Também é diplomada em literatura.